# Neuer St.-Nikolai-Friedhof

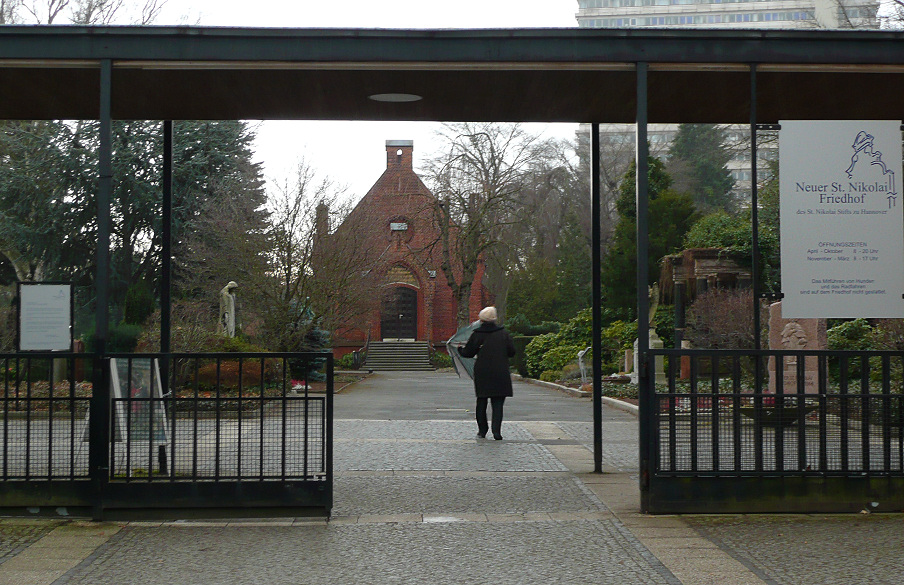
Eingang mit Blick auf die Friedhofskapelle

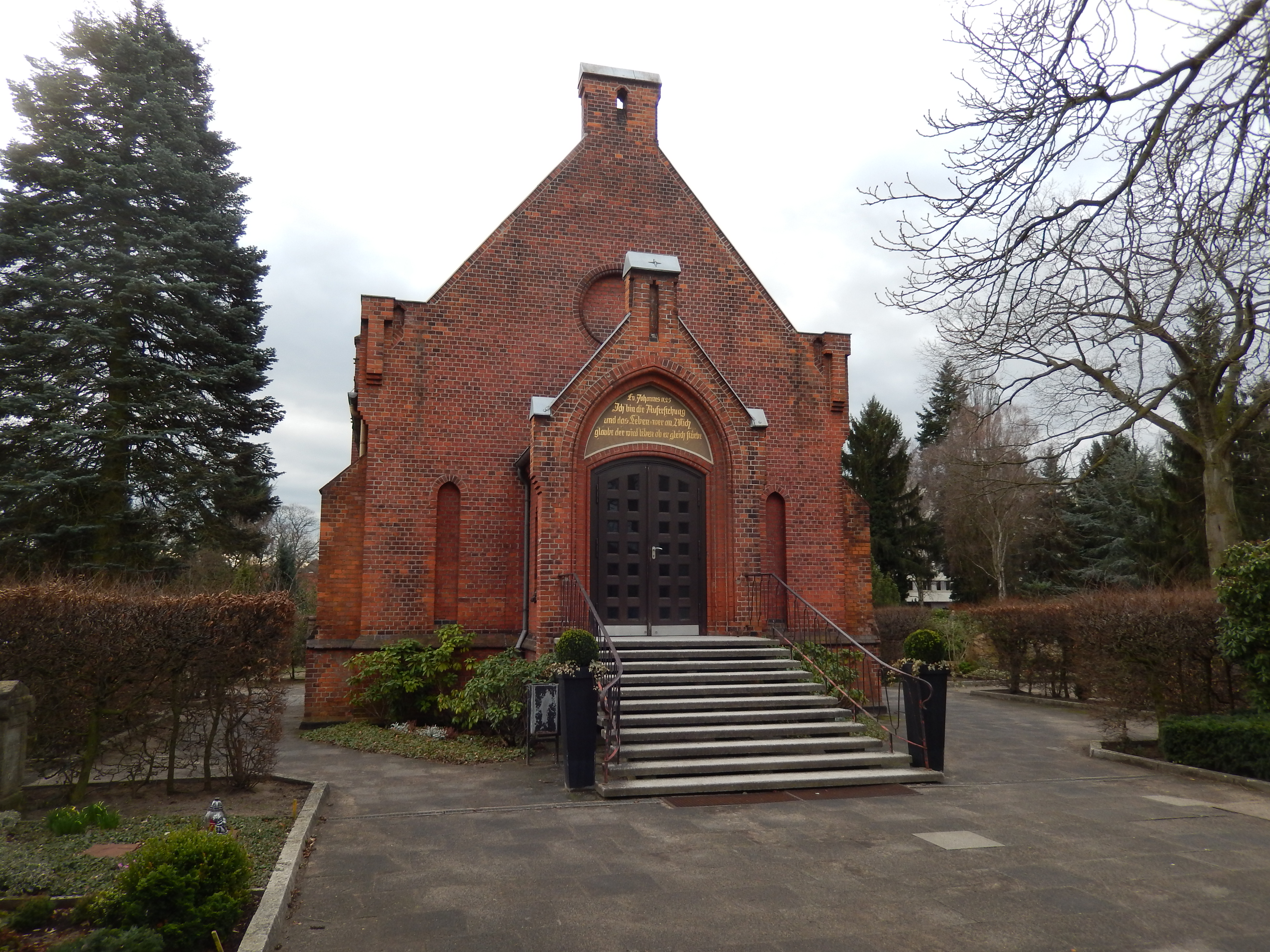
Die Kapelle

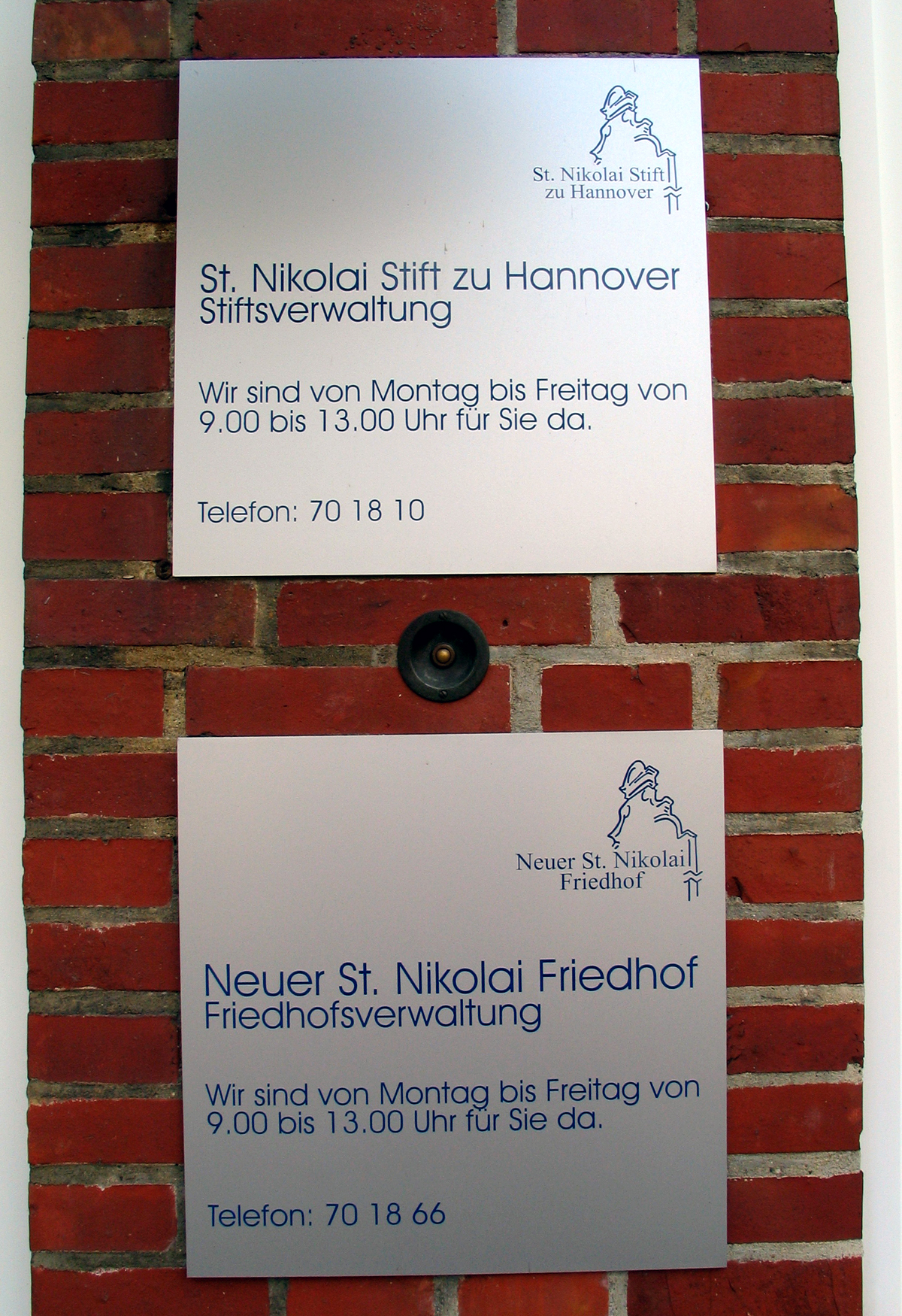
Tafeln der Verwaltung des St. Nikolai Stifts zu Hannover und des Friedhofs

Der Neue St.-Nikolai-Friedhof in Hannover, auch Strangrieder Friedhof genannt, wurde 1863 bis 1866 zwischen der Strangriede und der Militärstraße (heutige Appelstraße) angelegt. Das von Universitätsgebäuden, Krankenhaus, Wohnhäusern und Villen umgebene Friedhofsgelände ist parkförmig gestaltet. Im Zentrum steht die 1890 nach Plänen von Friedrich Hölscher  erbaute neugotische Backstein-Kapelle.
Standort des in seiner Gesamtanlage auch als Gartendenkmal geschützten Geländes ist die Straße An der Strangriede 41 in der Nordstadt von Hannover.

## Geschichte
Der Neue St.-Nikolai-Friedhof ersetzte den innenstadtnahen Alten St.-Nikolai-Friedhof. Die Einweihung fand am 1. Juni 1866 statt. Das Eingangsgebäude, entworfen von Stadtbaumeister Ludwig Droste (1814–1875), wurde im Zweiten Weltkrieg bei den Luftangriffen auf Hannover beschädigt und trotz der Möglichkeit des Wiederaufbaus (Rekonstruktionsplanung von Rudolf Steinmeier, 1946) 1960 abgerissen und durch einen funktionalen Backsteinbau (Architekt Alfred Müller-Hoppe) ersetzt. Auf dem ca. 5 ha großen Friedhofsgelände befinden sich die Grabstätten vieler stadtbekannter Persönlichkeiten.

## Grabdenkmäler (Auswahl)

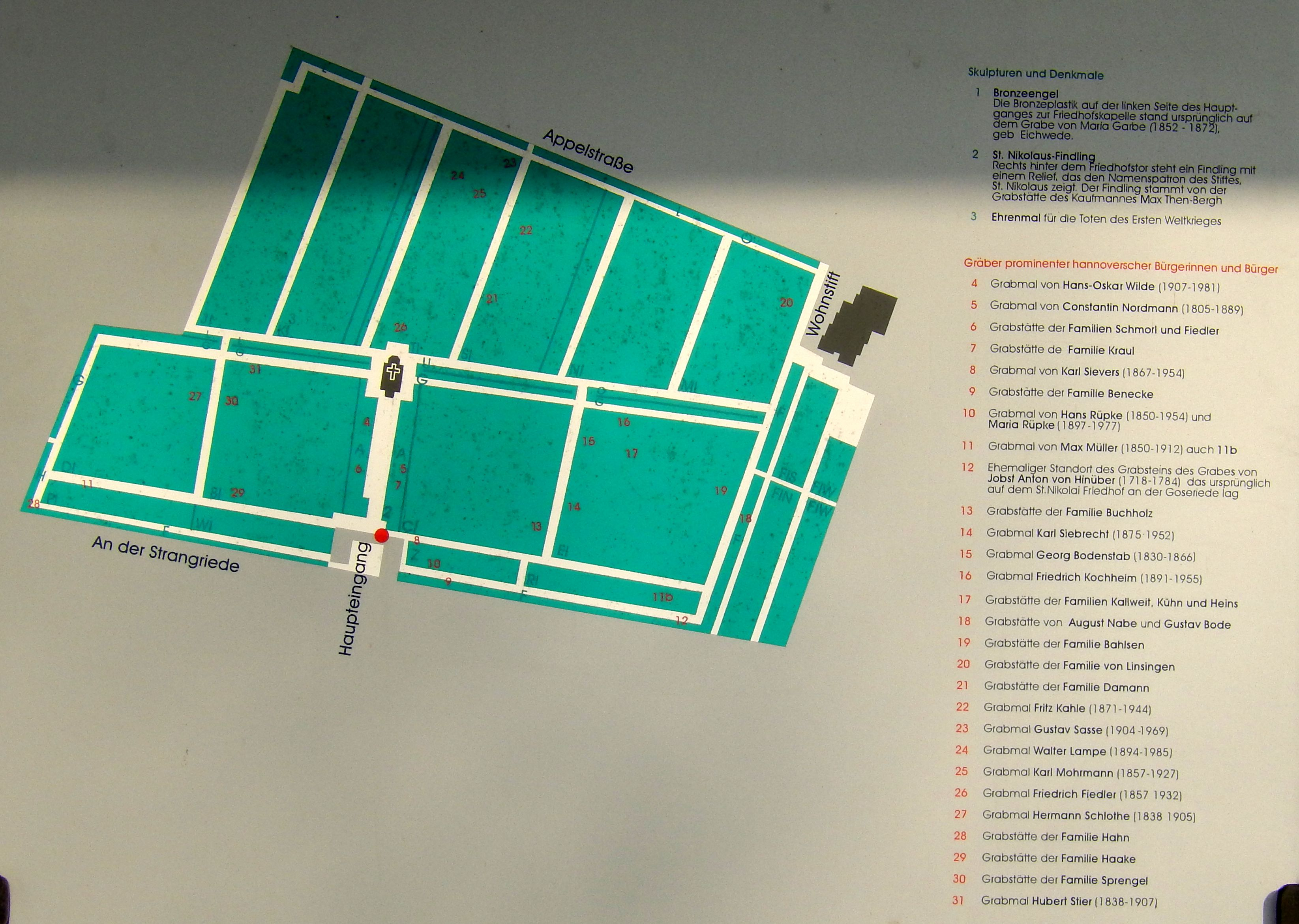
Infotafel: Gräber prominenter hannoverscher Bürger

- Grabstätte(n) der Familie Bahlsen,[5] darunter Hermann Bahlsen (1859–1919), Keksfabrikant, und Hermann Bahlsen (1927–2014)
- Grabstätte der Familie Harro Boit[6]
- Grabstätte der Familie Benecke[5]
- Grabstätte der Familie Buchholz, darunter Hermann Buchholz (1853–1911), Direktor der Schmirgelfabrik – heute VSM; Hans Buchholz (1893–1990), Werbeberater, Mitbegründer der Werbefachschule Hannover, Träger des Bundesverdienstkreuzes 1. Klasse; Rosemarie Buchholz geb. Le Tanneux von Saint Paul (1916–2004) (Adelsgeschlecht Le Tanneux von Saint Paul).
- Theodor Colshorn (1821–1896), Schriftsteller[2]
- Hans Albert Dietrich (1886–1963), Gynäkologe
- Familie Hahn[5]
- ehemaliger Standort des Grabsteins von Jobst Anton von Hinüber (der zuvor auf dem Alten St. Nikolai Friedhof stand)[5]
- Fritz Kahle (1871–1944)[5]
- Friedrich Kochheim (1891–1955), Ingenieur und Unternehmer, KZ-Häftling[5]
- Hans Kopfermann (1895–1963), Experimentalphysiker
- Grabmal der Familie Kraul[5]
- Walther Lampe (1894–1985), Jurist und Kirchenbeamter[5]
- Grabstätte der Familie von Linsingen,[5] darunter Alexander von Linsingen (1850–1935), Generaloberst
- Wilhelm Maxen (1867–1946), Priester, Politiker, Mitglied der Zentrumspartei, Mitglied der Preußischen Landesversammlung und Mitglied des Deutschen Reichstags
- Karl Mohrmann (1857–1927), Architekt
- Grabmal von Max Müller (1850–1912), ebenso Grabstätten-Bezifferung 11b[5]
- Constantin Nordmann (1805–1889), Architekt[5]
- Peter von Oertzen (1924–2008), deutscher Politiker
- Heinrich Rätz (1884–1943) und Frau; der Kriminalkommissar leitete die Ermittlungen gegen den Serienmörder Fritz Haarmann[7]
- Grabmal von Hans Rüpcke (1850–1954) und Maria Rüpcke (1897–1977)[5]
- Gustav Sasse (1904–1969), Organist und Dirigent[5]
- Grabmal der Familien Schmorl und Fiedler[5]
- Karl Siebrecht (1875–1952), Architekt[5]
- Carl Sievers (1867–1925), Obermeister des deutschen Schneiderhandwerks und Abgeordneter beim Deutschen Reichstag[8]
- Bernhard Sprengel (1899–1985), Schokoladenfabrikant und Kunstsammler[5]
- Hubert Stier (1838–1907), Architekt[5]
- Hans Stille (1876–1966), Geologe
- Hermann Wendland (1825–1903), Botaniker und Oberhofgärtner der Herrenhäuser Gärten (Familiengrab)
- Hans-Oskar Wilde (1907–1981), Anglist[5]
- Marie Alice Wittmann († 3. Mai 1959), Witwe des jüdischen Emigranten Konrad Wittmann[9]